# Paul Damance
Paul Damance (Lisieux, ca. 1650 - 1718) fue un presbítero católico, organista y compositor del barroco francés, religioso trinitario, conocido especialmente por haber compuesto varias misas entre 1687 y 1707.

## Biografía
Paul Damance nació en Lisieux (Francia) hacia el año 1650. Entró a la Orden Trinitaria en el convento de su ciudad natal. Allí, aparte de los estudios de artes liberales y teología, se preparó especialmente en música, desempañándose como organista de su convento. Compuso varios salmos para ser cantados especialmente en monasterios femeninos. Las masas y las piezas adicionales que publica a partir de 1687 están compuestas en un estilo musical canto llano al gusto de Henry Du Mont, es decir, un canto llano más bien melódico, con valores indicados. (largo y corto) y con algunos adornos.
De Damance, solo unas pocas Misas en estilo gregoriano (canto llano) están dedicadas a monjes religiosos en las abadías de Chelles y Fontevrault , lo que ilustra su apego a estas abadías. En los años 1701 y 1707 Christophe Ballard publicó varias Misas de Damance, con títulos alterados.

## Obras
Se conservan algunas obras de Damance, tales como:
- Messes en plain chant musical pour les festes solennelles propres aux religieuses qui chantent l'office divin... Paris, Jérôme Bonneuil, 1687.
- Trois messes en plain chant musical pour les festes solennelles, propres aux religieux et religieuses qui chantent l'office divin... Paris, Jérôme Bonneuil, 1687.
- Six messes en plein chant musical propres pour toutes les personnes qui chantent l'office divin... Paris, Christophe Ballard, 1701.
- Addition aux messes en plein-chant musical composées par le R.P. P. D'Amance... Contenant deux messes, avec les élévations, de tons différents ; le Magnificat, de quatre manières & tons différents ; les Litanies de la Sainte Vierge ; les élévations O Salutaris, & Panis angelicus, différentes de celles qui sont dans les messes ; et le Domine salvum fac Regem, de trois manières et de tons différents. Paris, Christophe Ballard, 1707.